# نايجل ووكر
نايجل ووكر (بالإنجليزية: Nigel Walker)‏ هو منافس ألعاب قوى بريطاني، ولد في 15 يونيو 1963 في كارديف في المملكة المتحدة.

## وصلات خارجية
- نايجل ووكر على موقع الاتحاد الدولي لألعاب القوى (الإنجليزية)
- نايجل ووكر عل موقع إسبنسكروم (الإنجليزية)
- نايجل ووكر على موقع ItsRugby.co.uk (الإنجليزية)
- نايجل ووكر على موقع اللجنة الأولمبية الدولية (الإنجليزية)
- نايجل ووكر على موقع أوليمبيديا (الإنجليزية)